# Alan Sunderland
Alan Sunderland (ur. 1 lipca 1953 w Conisbrough) – angielski piłkarz występujący na pozycji napastnika. W ciągu swojej kariery występował m.in. w Wolverhampton Wanderers i Arsenalu.
W Division One rozegrał 381 spotkań i zdobył 80 bramek.